# Ивате (префектура)
Ива́те (яп. 岩手県 Иватэ-кэн) — префектура Японии, которая находится в регионе Тохоку. Административный центр префектуры — город Мориока.

## География
Граничит с префектурой Аомори на севере, префектурой Акита на западе и префектурой Мияги на юге. С востока омывается водами Тихого океана. Поверхность состоит из горных хребтов и плоскогорий. Горная гряда Оу находится в западном секторе префектуры, а Китаками — в восточном. Между ними пролегает бассейн реки Китакамигава — основной равнинный район, где живет большинство населения. Климат прохладный и сухой.

## Административно-территориальное деление
В префектуре находится 13 городов и 11 уездов (16 посёлков и 5 сёл).

### Города
Список городов:
| - Итиносеки; - Камаиси; - Китаками; - Кудзи; - Мияко; - Мориока (центр); - Нинохе; | - Осю; - Офунато; - Рикудзентаката; - Тоно; - Ханамаки; - Хатимантай. |

### Посёлки и сёла
Посёлки и сёла по уездам:
| - Вага; - Нисивага; - Иватэ; - Ивате; - Кудзумаки; - Сидзукуиси; - Такидзава; - Исава; - Канегасаки; | - Камихей; - Оцути; - Кесен; - Сумита; - Кунохе; - Кунохе; - Курумай; - Нода; - Хироно; | - Нинохе; - Итинохе; - Нисииваи; - Хираидзуми; - Сива; - Сива; - Яхаба; | - Симохей; - Иваидзуми; - Танохата; - Фудай; - Ямада; - Хигасииваи; - Фудзисава. |

## История

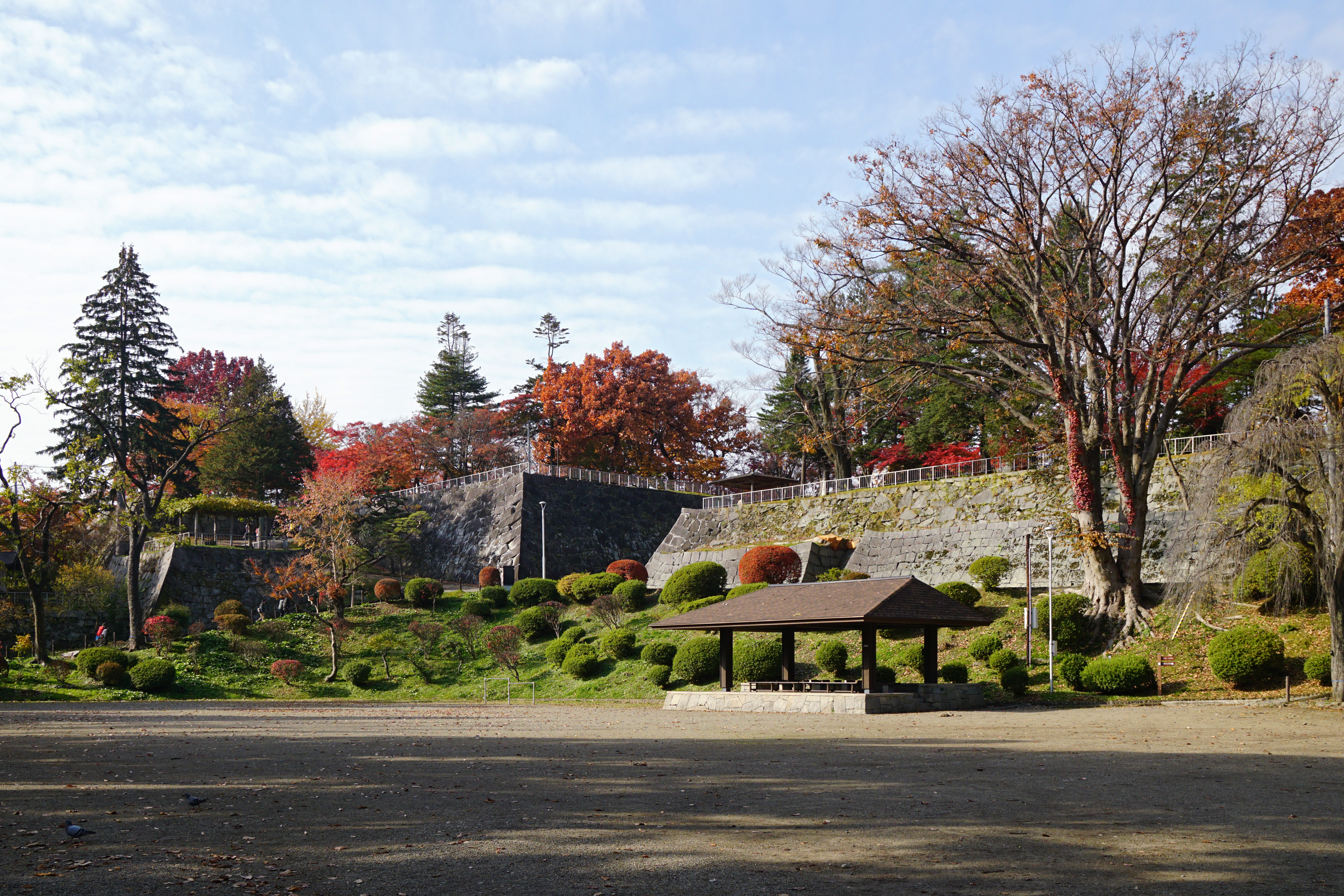
Руины замка Мориока, бывшего центра княжества Мориока.

Первые люди появились на территории Ивате в позднем палеолите. Их потомки стали создателями неолитической культуры Дзёмон. В начале 1 тысячелетия в местах компактного проживания этих людей распространилось рисоводство, которое пришло с Западной Японии.
Туземным этносом древней Ивате были эмиси. Начиная с 8 века их земли стали объектом экспансии молодого японского государства. Эмиси оборонялись под руководством вождя Атэруя, но в начале 9 века были покорены сёгуном Саканоуэ-но Тамурамаро.
К X веку территории современной Ивате окончательно стали подконтрольными Императору Японии и вошли в состав провинции Муцу. Основными политико-экономическими центрами края были замки Исава (Осю), Сёва (Мориока) и Токутан (Яхаба). На XI—XII вв центральное правительство не смогло создать мощной исполнительной вертикали на этих землях, поэтому реальная власть в них принадлежала происходившим из эмиси местным самурайским родам Абэ, Киёхара, Фудзивара и другим. В частности, самыми сильными были позиции самураев Фудзивара, которым удалось на торговле местным золотом превратить свою резиденцию в Хираидзуми в крупнейший политический и культурный центр тогдашней Северной Японии.
В конце XII века Ивате оказалась под властью Камакурского сёгуната. Род Фудзивара был уничтожен правительственными войсками, а земли достались вассалам. Начиная с XIV века Северную Японию охватили самурайские междоусобицы, которые продолжались до 1590 года, до объединения страны под руководством Тоётоми Хидэёси. На то время самым могущественным властителем на территории Ивате был местный род Намбу.
В течение периода Эдо (1603—1867) север Ивате входил в состав княжества Мориока, управлявшегося Намбу, а юг — в состав княжества Сэндай, подконтрольного самурайскому роду Датэ. После реставрации в Японии прямого Императорского правления в 1868 году и административной реформы в 1871 году часть княжеств была объединена в префектуру Мориока с центром в городе Мориока. В мае 1876 года эта административная единица была переименована в префектуру Ивате.
Во времена существования Японской империи жители Ивате облагались дополнительным налогом, что послужило причиной их участия в антиправительственной войне 1868—1869 на стороне оппозиционных сил. Государственные поборы привели к обеднению префектуры в 1900—1910-х годах. Финансовая эксплуатация Ивате закончилась в период премьерства Хары Такаси, который был родом из этой префектуры.
После Второй мировой войны Ивате лежала в руинах от бомбардировок и чрезмерной вырубки лесов, но за 10 лет была восстановлена стараниями новой власти и жителей префектуры. В 1970 году была устроена сетка автомобильных дорог и спроектированы скоростные автобаны, а 1982 году заработал скоростной поезд синкансэн региона Тохоку, который соединил Ивате с Токио.

## Сельское хозяйство
В сельском хозяйстве доминируют производство риса и животноводство, развиты лесное хозяйство и рыболовство. Ивате — один из главных источников железной и медной руды в Японии.

## Достопримечательности
Значительная часть береговой линии префектуры входит в национальный природный парк — Санрику Фукко Архивная копия от 3 сентября 2018 на Wayback Machine. Пользуется популярностью у туристов и другой национальный природный парк — Товада-Хатимантай Архивная копия от 16 февраля 2017 на Wayback Machine. В Ивате много курортов с горячими источниками, в их числе Ханамаки, Гэто и Цунаги. Храмы, сады и археологические памятники Хираидзуми Архивная копия от 13 августа 2018 на Wayback Machine были включены в Список объектов Всемирного наследия ЮНЕСКО в 2011 году. Префектура известна изделиями из чугуна намбу тэкки, куклами кокэси, а также обычаями местных жителей (танец с мечами, танец оленя).

## Символика
Эмблема префектуры была выбрана 10 ноября 1964 года, а флаг — 6 марта 1965 года.
Цветком префектуры выбрали 22 марта 1955 года цветок павловнии, деревом — рыжую сосну (26 сентября 1966), птицей — японского фазана (10 мая 1964), а рыбой — кету (21 февраля 1992).